# Paul Tournon
Paul Tournon (Marsiglia, 19 febbraio 1881 – Parigi, 22 dicembre 1964) è stato un architetto francese.

## Biografia
Fu architetto a capo di molti edifici civili francesi e palazzi nazionali e membro dell'Académie des beaux-arts.
È noto per i suoi edifici religiosi in cemento armato come l'Église Sainte-Thérèse-de-l'Enfant-Jésus a Élisabethville (Yvelines), con un'ampia opera scultorea di Carlo Sarrabezolles. Inoltre, progettò l'Église du Saint-Esprit a Parigi, la Cathédrale du Sacré-Cœur a Casablanca e diverse chiese in Marocco.
Era il genero di Édouard Branly, marito di Élisabeth Branly, pittrice, e padre di due ragazze, Florence Tournon-Branly, autrice di vetrate, e Marion Tournon-Branly, architetto e professore all'École nationale supérieure des beaux-arts e al Conservatorio americano di Fontainebleau.
È stato seppellito nel cimitero di Père-Lachaise. I suoi archivi e quelli di sua figlia, anch'essa architetto, sono conservati negli Archives nationales